# Ophiomyia asparagi
Ophiomyia asparagi är en tvåvingeart som beskrevs av Spencer 1964. Ophiomyia asparagi ingår i släktet Ophiomyia och familjen minerarflugor.
Artens utbredningsområde är Italien. Inga underarter finns listade i Catalogue of Life.